# Joseph Jongen
Joseph Marie Alphonse Nicolas Jongen (Liegi, 14 dicembre 1873 – Sart-lez-Spa, 12 luglio 1953) è stato un compositore, organista e insegnante belga.

## Biografia
Studiò musica al Conservatorio Reale di Liegi con Sylvain Dupuis e Jean-Théodore Radoux.
Nel 1897 gli fu conferito il premio Grand Prix de Rome belga  per la sua cantata Comala (Op.14), che gli consentì di fare un viaggio di studio all'estero della durata di quasi quattro anni, dall'ottobre 1898 al maggio 1902. 
Trascorse un anno e mezzo in Germania, dapprima a Berlino, dove scoprì la musica di Brahms, incontrò Vincent d'Indy e anche Richard Strauss che gli impartì lezioni di composizione.
Successivamente si spostò a Monaco di Baviera, dove compose il suo Concerto per violino (Op. 17), prima di assumere l'incarico di Kapellmeister nel 1900 a Bayreuth.
Poi soggiornò Vienna e si stabilì otto mesi a Parigi, dove strinse amicizia con numerosi musicisti francesi come Gabriel Fauré e Charles Bordes e diventò studente di Vincent d'Indy. 
Terminò il suo viaggio europeo con un soggiorno di otto mesi a Roma. 
Durante questo fruttuoso viaggio, compose diverse importanti opere: una sinfonia (op.15), due concerti (op.17 e 18), un quartetto per pianoforte (op.23) e altri pezzi che testimoniarono una chiara maturazione del suo stile.
Nel 1902, tornato a Liegi, insegnò per qualche anno armonia e contrappunto al Conservatorio della città; in questo periodo fu attivo anche come organista del seminario e della Chiesa di St.-Jacques.

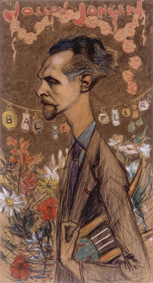
Joseph Jongen nell'opera di Georges Jamotte. L'opera originale è conservata presso il Royal Conservatory di Bruxelles.

Nel 1904 si recò a Bruxelles per impegnarsi alla composizione.
Dieci anni più tardi, durante la prima guerra mondiale, si trasferì a Londra, dove formò un Quartetto, di cui erano membri anche Désiré Defauw, Emile Doehaerd e Lionel Tertis; intorno al 1920 ritornò nella capitale belga per insegnare contrappunto e fuga al Conservatorio, del quale nel 1925 assunse la direzione.
Dal 1919 al 1926, Joseph Jongen guidò i Concerts spirituels di Bruxelles e fu direttore d'orchestra e di coro. In particolare, diresse alcune anteprime in Belgio come Le Roi David di Honegger, Salmo LXVII di Florent Schmitt e San Francesco d'Assisi di Malipiero.
Tra le sue composizioni principali, annoveriamo musica strumentale da camera (Sonata per violino e per pianoforte, Quartetti per archi, Trio per violino, violoncello e pianoforte, Concerto a cinque per flauto, violino, viola, cello e arpa), musica orchestrale (Fantaisie rapsodique, Sinfonia concertante, Impressions d'Ardennes, Pages intimes, Tableaux pittoresques).

## Composizioni

### Opere
- Op. 1  Symphonic Concerto  per Pianoforte e orchestra (1892);
- Op. 2 Quartetto d'archi (1893);
- Op. 3 Quartetto d'archi n.1  (1894) dedicato a Jean-Théodore Radoux;
- Op. 4 Marcia solenne per orchestra (1894);
- Op. 5 Cinque pezzi per organo:
  -  Andante Cantabile  (1895);
  - Pastorale (1896) dedicato a Gustave Helbig;
  - Offertorio (Grand Choir) (1896) dedicato a Charles-Marie Danneels;
  - Offertorio (1893) dedicato a Alphonse Jongen;
  - Communione (1894) dedicato a Sylvain Dupuis;
- Op. 6  Haec Dies , mottetto per coro e organo (1895);
- Op. 7 Sinai, cantata per solisti, coro e orchestra (1895);
- Op. 9 Intrattenimento-balletto per orchestra (1896);
- Op. 10 Trio in si minore per pianoforte, violino e violoncello (1897) dedicato a suo padre;
- Op. 11 Callirhoe per solisti, coro e orchestra (1895);
- Op. 12 Fantasia per violino e orchestra (1898) dedicato a Marie Gilliard;
- Op. 13 Processione di marzo per organo e orchestra (o per organo e quartetto d'archi) (1898);
- Op. 14 Comala cantata per solisti, coro e orchestra (1897);
- Op. 15 Sinfonia in la maggiore (1898-1899):
- Op. 16 Primo poema per violoncello e orchestra (1899) su Jean Gérardy;
- Op. 17 Concerto per violino e orchestra in si minore (1899-1900) dedicato a Eugène Ysaÿe;
- Op. 18 Concerto per violoncello e orchestra (1900);
- Op. 20 Adagio sinfonico per violino e orchestra (1901) dedicato a Joseph Debroux;
- Op. 21 Meditazione per corno inglese (o sassofono) e orchestra (o pianoforte) (1901);
- Op. 23 Piano Quartetto in mi bemolle maggiore (1902);
- Op. 24 Fantasia su due popolari valloni natalizi per orchestra (1902) dedicato a Jacques Durand;
- Op. 27  Sonata n.1  per violino e pianoforte (1903);
- Op. 28 Lalla Roukh per orchestra (o per pianoforte a quattro mani) (1904);
- Op. 29 Profumo esotico per soprano, pianoforte e quartetto d'archi (o per soprano e pianoforte) (1906);
- Op. 30 Trio per violino, viola e pianoforte (1906-07) dedicato a Emile Chaumont e Oscar Englebert;
- Op. 31 Preludio e Danza per Orchestra (1907) dedicato a Victor Buffin;
- Op. 32 Epithalam e Scherzo per tre violini e orchestra (o pianoforte o organo) (1907);
- Op. 33 Due pezzi per Piano (1908), anche in versione per orchestra (1915);
  - Moonlight dedicato a Léon Jongen;
  -  Sole a mezzogiorno;
- Op. 34 Sonata n.2 per violino e pianoforte (1909) dedicato a Octave Maus;
- Op. 36 S'Arka, balletto (1910);
- Op. 38 Cantabile - Marche - Pastorale  per harmonium (1911);
- Op. 39 Sonate per violoncello e pianoforte (1911-12) dedicato a Pau Casals;
- Op. 40 Two Walloon Rounds per Piano (o Orchestra) (1912);
- Op. 41 Concertino per tromba e orchestra (o piccola orchestra o pianoforte) (1913);
- Op. 42 Canto pastorale per coro femminile e orchestra (o orchestra da camera o pianoforte) (1913);
- Op. 43 Waltz-shaped per pianoforte (1913) dedicato a Madame G. Gould (Evelyn Suart);
- Op. 44 Impressioni d'Ardenne per orchestra (1913) dedicato a Eugène Ysaÿe;
- Op. 46 Seconda poesia per violoncello e orchestra (1914) dedicato a Maurice Dambois;
- Op. 48 Suite per orchestra e viola principale (1915);
- Op. 50 Quartetto d'archi n.2 (1916) dedicato a Théo Ysaÿe;
- Op. 52 Twilight at Ogwen Lake per Piano (1916);
- Op. 53 Due pezzi per organo (1917);
  - Chant of May
  -  Menuet-Scherzo
- Op. 54 Tranquillo, con banchine deserte per soprano, piano e quartetto d'archi (o per soprano e pianoforte) (1917);
- Op. 55 Intimate Pages per pianoforte a quattro mani (1915) o per piccola orchestra (1921);
- Op. 56 Picturesque Pictures per Orchestra (1917);
- Op. 58 Sad Sarabande per pianoforte (o per piccola orchestra) (1918) dedicato a Alphonse Jongen;
- Op. 59 Acquerelli per trio con pianoforte;
- Op. 60 Sonata Suite per Piano (1918);
- Op. 61 Due serenate per quartetto d'archi (1918);
  -  Serenade tender dedicato a Madame S. Howard;
  - Serenade Drama dedicato a Ernest Howard Esq.;
- Op. 62 Poema eroico per violino e orchestra (1919) dedicato a Emile Chaumont;
- Op. 63 In Memoriam (4 improvvisazioni) per harmonium (1919) dedicato a Dom Joseph Kreps;
- Op. 65 Three Etudes of Concert per Piano (1920);
- Op. 66 Elegiac Prelude e Scherzo per Orchestra (1920) dedicato a Gabriel Pierné;
- Op. 67 Quartetto d'archi n.3 (1921) dedicato a Florent Schmitt;
- Op. 69 Tredici preludi per pianoforte (1922) dedicato a Emile Bosquet;
- Op. 70 Rapsodia per pianoforte, flauto, oboe, clarinetto, fagotto e corno (1924);
- Op. 71 Concerto cinque per flauto, arpa e trio d'archi (1923);
- Op. 72 Due canzoni senza parole per soprano e pianoforte (1923);
- Op. 73 Waltz per Arpa (1924);
- Op. 74 Fantaisie rhapsodique per violoncello e orchestra (o pianoforte) (1924);
- Op. 75 Petite Suite per piccola orchestra (o per pianoforte) (1924);
- Op. 77 Sonata per flauto e pianoforte (o per flauto e orchestra d'archi) (1924) dedicato a René Leroy;
- Op. 78 Inno per organo e orchestra d'archi (1924/26);
- Op. 79 Allegro appassionato per viola e orchestra (1925);
- Op. 80 Due pezzi in trio per flauto, violoncello e arpa (1925);
- Op. 81 Symphonie concertante per organo e orchestra (1926-27) dedicato a Léon Jongen;
- Op. 82 Elegance Thought per Piano (1926);
- Op. 84 Pezzo sinfonico per pianoforte e fiati (o per pianoforte e orchestra, o per due pianoforti) (1928);
- Op. 86 Habañera per violoncello e pianoforte (1928) dedicato alla Principessa Marie-José;
- Op. 87 Impromptu n.1 per pianoforte (1928) dedicato a Madame Marguerite Lebizay-Hannay;
- Op. 88 Sonatine per pianoforte (1929);
- Op. 89 Due pezzi per violoncello quartetto (1929);
- Op. 90 Passacaglia e Gigue per orchestra (1929);
- Op. 92 Humoresque per violoncello e orchestra (o organo) (1930) dedicato a Maurice Dambois;
- Op. 93  Terza suite in vecchio stile  per orchestra (1930) dedicata a Charles Strony;
- Op. 94  Sonata Eroïca  per organo (1930) dedicato a Joseph Bonnet;
- Op. 95 Due pezzi in trio per violino, violoncello e pianoforte (1931);
- Op. 96 Dieci pezzi per pianoforte (o per piccola orchestra) (1932) dedicato a Juliette Folville;
  - Scherzetto;
  - Cake-Walk;
  - Vecchia canzone;
  - Arpa;
  - Séguedille (Malagueña);
  - Il grazioso;
  - Dance-Dance;
  - Barcarolle;
  - Mazurka;
  - Inno vedico;
- Op. 97 Due schizzi per Quartetto d'archi (1933);
- Op. 98 Due pezzi per flauto, oboe, clarinetto, corno e fagotto (1933);
- Op. 99 Impromptu n.2 per pianoforte (1933);
- Op. 102 Introduction and Dance per viola e orchestra (o pianoforte) (1935);
- Op. 103 Trittico per orchestra (1935-37);
- Op. 104 Toccata per organo (1935) dedicato a [eorges Alexis;
- Op. 105 Ballata n.1 per pianoforte (1936);
- Op. 106 Preludio, Habanéra e Allegro per contrabbasso e pianoforte (1938);
- Op. 108 Due pezzi per organo (1938) dedicato a Madame Val Chesneau-Barberis;
  - Scherzetto;
  - Preghiera;
- Op. 110 Ouverture-Fanfare per Concert Band (1939);
- Op. 111 Concertino per viola e pianoforte (1940);
- Op. 112 Hallelujah per organo e orchestra (1940);
- Op. 115 Recitativo et tunes de ballet per clarinetto e pianoforte (o orchestra) (1941);
- Op. 117 Festive opening per orchestra (1941);
- Op. 119 Ballata n.2  per pianoforte (1941);
- Op. 121 Preludio e fuga per organo (1941-43);
- Op. 122 Saxophone Quartetto (1942);
- Op. 123 Bourrée in Ancient Style per Pianoforte (o per pianoforte a quattro mani o per orchestra) (1942);
- Op. 124 Concerto per flauto, oboe, clarinetto, corno e fagotto (1942);
- Op. 125 Ballata per arpa (1943);
- Op. 127 Concerto per pianoforte e orchestra (1943) dedicato a Eduardo del Pueyo;
- Op. 128 Aria e Polonaise per trombone e pianoforte (1943) dedicato a Estevan Dax;
- Op. 129 Concerto per arpa e orchestra (1944) dedicato a Farina di mireille;
- Op. 131 Obéron per solisti e orchestra (1945);
- Op. 132 Concertino per clarinetto e pianoforte (1947) dedicato a Monsieur de Leye;
- Op. 133 In Memoriam per piccola orchestra (o orchestra da camera o pianoforte) (1947);
- Op. 135 Trio per violino, viola e violoncello (1948) dedicato a Trio Pasquier;
- Op. 136 Ballata per orchestra (1949);
- Op. 137 Tre movimenti sinfonici per orchestra (1951).

## Premi e riconoscimenti
- Prix de Rome per la cantata Comala (1897)